# Graptomyza maculipennis
Graptomyza maculipennis är en tvåvingeart som beskrevs av Meijere 1908. Graptomyza maculipennis ingår i släktet Graptomyza och familjen blomflugor. Inga underarter finns listade i Catalogue of Life.